# 桑凤亭
桑凤亭（1942年3月24日—），辽宁大连人，化学激光专家，中国工程院院士，现任中国科学院大连化学物理研究所研究员、国家863短波长化学激光重点实验室主任。

## 履历[1]
- 1964年，于哈尔滨工业大学毕业。
- 2003年，当选中国工程院院士。